# Tienhovense Plassen
De Tienhovense Plassen vormen een waterrijk natuur- en recreatiegebied in de Nederlandse gemeente Stichtse Vecht. Inclusief de Oostelijke Binnenpolder van Tienhoven is het gebied ruim 200 ha groot. Het gebied ligt ten oosten van het lintdorp Tienhoven met aan de noordzijde de Loosdrechtse Plassen.
De Tienhovense Plassen zijn ontstaan door vervening. De structuur van petgaten en legakkers in diverse stadia van verlanding leidt tot een gevarieerd milieu waarin bijzondere planten en dieren voorkomen. Het gebied is onderdeel van het Natura 2000-gebied Oostelijke Vechtplassen en wordt beheerd door de Vereniging Natuurmonumenten. Bij de Tienhovense Plassen staat de wipwatermolen De Trouwe Waghter.

## Geschiedenis
De plassen liggen in het lage gebied van Nederland waar na de laatste ijstijd een tot vier meter dikke veenlaag is gevormd. Deze bestond grotendeels uit veenmosveen. Op de overgang naar de Utrechtse Heuvelrug kwam zeggeveen voor dat gevoed werd door kwel. In de Romeinse tijd begon men al veen af te graven, maar vooral sinds de middeleeuwen werd de vervening op grote schaal uitgevoerd. Voor  de ontginning werden lange sloten aangelegd. Door de winning van turf ontstonden petgaten, afgewisseld met smalle legakkers waarop het veen te drogen werd gelegd. In de loop der tijd zijn door erosie van te smalle legakkers ook veenplassen ontstaan. Door verlanding van de petgaten ontstond ook laagveenmoeras. Het resterende veen is door de ontwatering ingeklonken en geoxideerd, waardoor de bodem door de jaren heen enkele meters is gedaald.
Op plaatsen die minder geschikt waren voor turfwinning werd vanouds landbouw bedreven. In de tweede helft van de 20ste eeuw werd ook hier intensieve landbouw bevorderd door ruilverkavelingen. Bemesting en verdroging door ontwatering voor de landbouw hebben een nadelige invloed op de natuurlijke vegetatie van het gebied. Door ontwatering is de bodem in de landbouwpercelen sterker gedaald, waardoor meer water wegzijgt uit het resterende veenmoeras. Ontwatering leidt ook tot vermindering van de kwel (grondwater), waardoor het gebied kwetsbaarder wordt voor verzuring door regenwater.
Vanaf 1960 zijn door het waterschap maatregelen genomen om de verdroging tegen te gaan, in eerste instantie door (voedselrijk) Vechtwater in te laten. Dit leidde tot grote veranderingen in de watervegetatie. Later is ook defosfatering van oppervlaktewater als maatregel toegepast. Door de jarenlange vervuiling is er veel stikstof- en fosfaatrijk bodemslib in de plassen ontstaan dat nog lang nawerkt. Vanaf begin 21e eeuw is de waterkwaliteit in veel gebieden verbeterd. Op plaatsen waar nog kwelwater van de Utrechtse Heuvelrug komt, is het milieu voldoende voedselarm om bijzondere veenvegetaties te laten ontstaan.

### Watermolen De Trouwe Waghter
Vanaf 1649 werd het gebied bemalen door een, later twee molens die hun water loosden op de Vecht. Na de turfafgraving werden de twee molens als overbodig beschouwd en stilgezet in 1830. In het oostelijke deel van het gebied trad echter nog wateroverlast op. De boeren richtten daar de Oostelijke Binnenpolder op en lieten een eigen watermolen bouwen die in 1833 in gebruik werd genomen. De naam Trouwe Waghter ontstond in de Tweede Wereldoorlog, omdat de toenmalige molenaar met de stand van de molenwieken tekens gaf aan onderduikers in het gebied. Sinds 1960 is de molen in bezit van Natuurmonumenten. In 1970 werd de molen ingrijpend gerestaureerd en in 2011 nogmaals opgeknapt. Sinds 3 juni 1977 heeft de molen de status van rijksmonument.

## Gebiedsbeschrijving

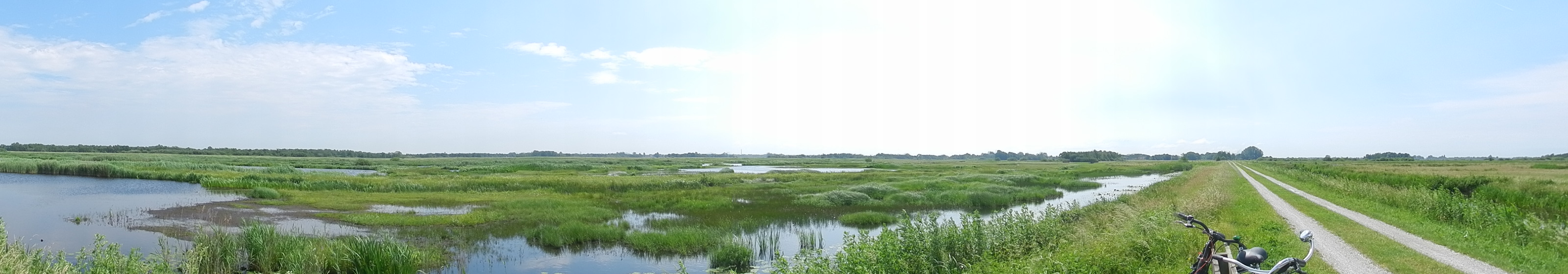
Panorama Tienhovense Plassen

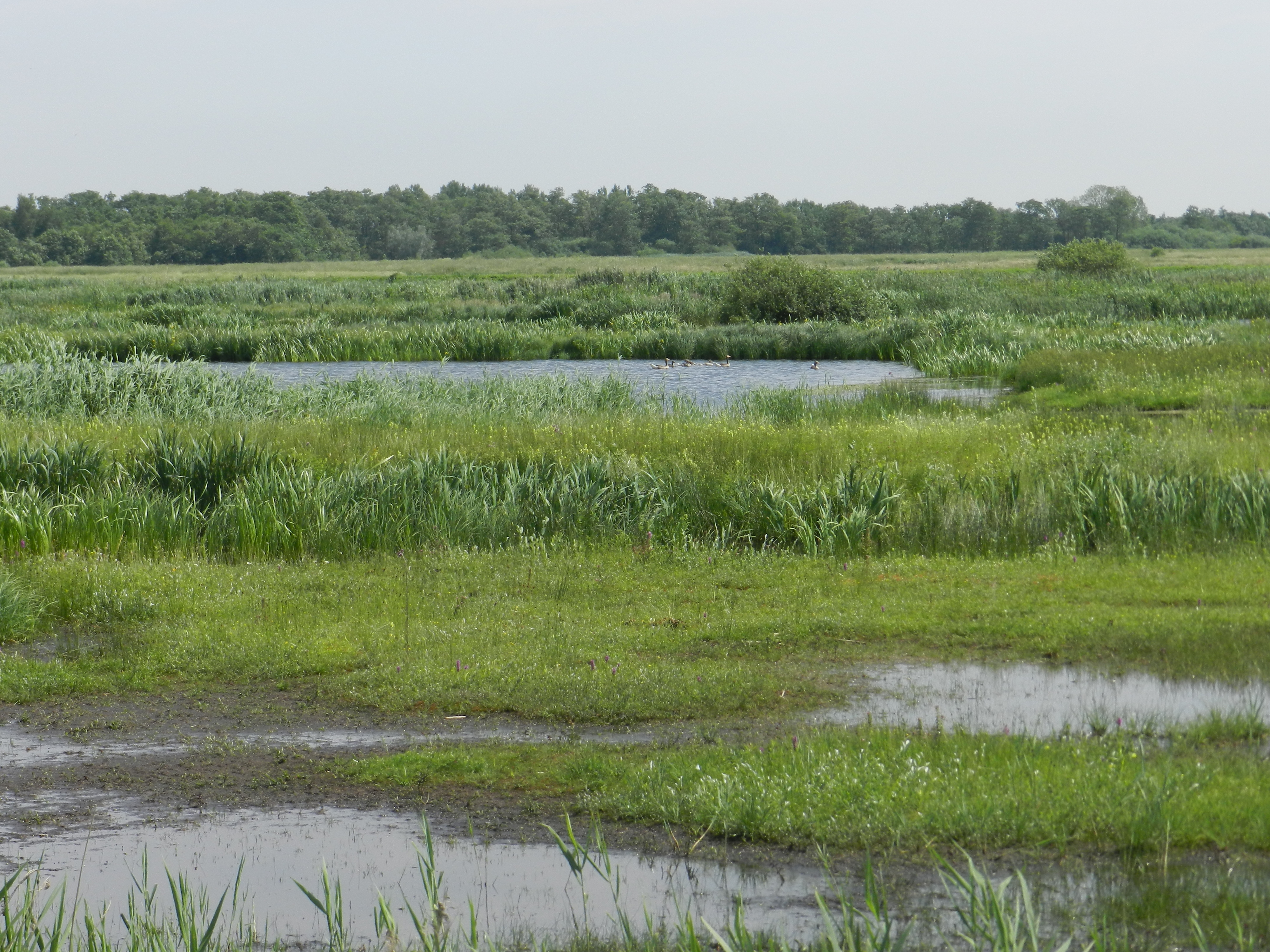
Nieuw gegraven petgat

De Tienhovense Plassen is een gebied van ca 200 hectare behorende tot de Oostelijke Vechtplassen in Utrecht. Het is gelegen tussen de stuwwal en dekzandgronden van de Utrechtse Heuvelrug en de Gooise Stuwwal in het oosten, en de rivierkleigronden van de Vecht in het westen. Door menselijke invloed is veel veen verdwenen. Bij de afgraving van veen voor turfwinning zijn petgaten en plassen ontstaan, waar de benaming van het gebied onder andere aan te danken is. Op verschillende plekken is wel nog een dik veenpakket te vinden. De oude patronen van vervening zijn nog goed te zien in het gebied. De petgaten en legakkers hebben zich door de jaren heen omgevormd tot moerasbos waar bijzondere flora en fauna te vinden is. Het gebied wordt beheerd door Natuurmonumenten en valt onder de bescherming van Natura 2000. Het gebied leent zich voor recreatieve doeleinden als wandel- en fietstochten. Hier en daar zijn wat percelen in particulier gebruik of worden als landbouwgrond gebruikt. De plassen zijn echter onbereikbaar voor onbevoegden. Door de drooglegging van nabijgelegen polders, is het van oudsher sterk grondwaterachtige karakter van het gebied verdwenen. Door de toevoer van kwelwater en aangepast beheer wordt de hydrologische kwaliteit van het gebied weer enigszins hersteld.

## Ecologie
De Tienhovense Plassen is op te delen in twee deelgebieden, gescheiden door de Dwarsdijk. Het deel aan de oostelijke kant van de Dwarsdijk, de Oostelijke Binnenpolder bestaat uit een kwelrijke flank, aan de westelijke kant van de dijk is het een petgatenlandschap. Het geheel is dus een combinatie van aquatische en terrestrische ecologische eigenschappen. In het verleden was het allemaal veenlandschap. Nu zijn er verschillende ecotopen te vinden in het gebied.

### Trilveen
Trilveen is een resultaat van verlanding, waarbij een drijflaag van plantenwortels en -stengels is ontstaan op het oppervlaktewater waar de trilveenvegetatie op groeit. Belangrijk voor het ontstaan van trilveen zijn onder andere kranswieren, snavelzegge en paddenrus. Bovendien is een mesotrofe waterkwaliteit van belang. Snavelzegge zorgt, samen met paddenrus, voor het verlanden vanaf de oevers, bijvoorbeeld waar nieuwe petgaten zijn gegraven. Het trilveen wordt in de Oostelijke Binnenpolder van Tienhoven begroeid door soorten als veenpluis. Waar er minder verzuring is komen de rietorchis en holpijp voor. Oorspronkelijk is de Oostelijke Binnenpolder landbouwgrond waar de omwonende boeren gewassen verbouwden en hun veestapel op lieten grazen. Daar waar het land is gekocht door Natuurmonumenten wordt het in meer natuurlijke graslanden veranderd.

### Grasland
Door intensieve bemesting en gebruik van de grond voor agrarische doeleinden omvat het gebied nu veel graslanden op de zand- en veenbodems. Op de legakkers die gemaaid worden is de bodem zuurder en wordt vooral schraalgrasland aangetroffen. Aan de westelijke kant van de Utrechtse Heuvelrug komt schoon en zoet kwelwater voor. Hierdoor kan blauwgrasland, een kritisch en bedreigd habitattype, zich in de Tienhovense Plassen ontwikkelen.

### Elzenbroekbos
Op de oude legakkers of kraggen groeien elzenbroekbossen. De bossen ontstaan op zure en vochtige bodems, mede doordat men op die plekken niet meer maait. Langzaam verandert het gebied dan in bos. Het bos bestaat uit de grauwe wilg, de zwarte els en de zachte berk. In de Tienhovense Plassen is nog maar een klein stuk elzenbroekbos, vooral in de oostelijke hoek, in de punt van het gebied.

## Beheer

### Doel beheer
Sinds Natuurmonumenten het beheer heeft overgenomen zijn er verschillende doelen en maatregelen voor het gebied opgesteld. Het voornaamste doel is om de trilvenen en veenmosrietlanden uit te breiden en de kwaliteit hiervan te verbeteren. Ook is het beheer gericht op de aantrekking van broedvogelsoorten zoals de zwarte stern, het woudaapje en de roerdomp. De bedreigde noordse woelmuis, die nu al in het gebied te vinden is, vormt ook een belangrijke factor in de beheermaatregelen. Daarnaast zijn ook de gevlekte witsnuitlibel en de gestreepte waterroofkever belangrijke doelsoorten in het beheer van dit gebied.

### Beheermaatregelen
De gebiedsbeheerder ter plaatse houdt toezicht op de Tienhovense Plassen en voert de beheermaatregelen uit, samen met een groep vrijwilligers en enkele vaste medewerkers.
Recent zijn er plannen gemaakt om kwelwater te gebruiken voor de ontwikkeling van rietlanden en moerashooilanden. Door middel van plaggen en het licht draineren van regenwater wordt getracht om de al bestaande trilvenen in stand te houden. Ook wordt geprobeerd om in het gebied weer de jonge verlandingsstadia terug te krijgen. Het doel is het herstellen van het oude, originele veenlandschap. Waar de waterkwaliteit goed is worden nieuwe petgaten gegraven. Deze zullen zich vullen met kwel- of regenwater. Dit is beide arm aan nutriënten en bevordert de ontwikkeling van de veenvegetatie. In de noordoostelijke hoek van het gebied is door deze maatregelen een moerassig gebied met petgaten, afgewisseld door trilveen en legakkers ontstaan. Het plan is om dit met het hele gebied te gaan doen.
Door de zure omstandigheden zijn begroeiingen zoals veenmosrietland ontstaan. Door maaibeheer wordt dit type vegetatie in stand gehouden. Ook worden de zaailingen en jonge boompjes van de legakkers verwijderd. Als de rietlanden met een lagere frequentie gemaaid worden, dan ontwikkelen zich bloemrijke ruigten. Deze begroeiing is weer belangrijk voor vlinders en andere insecten. Een combinatie van deze verschillende habitats is cruciaal voor de bedreigde Noordse woelmuis. Recente inventarisatie heeft uitgewezen dat deze in grote aantallen aanwezig is in de Tienhovense Plassen.

## Noemenswaardige soorten

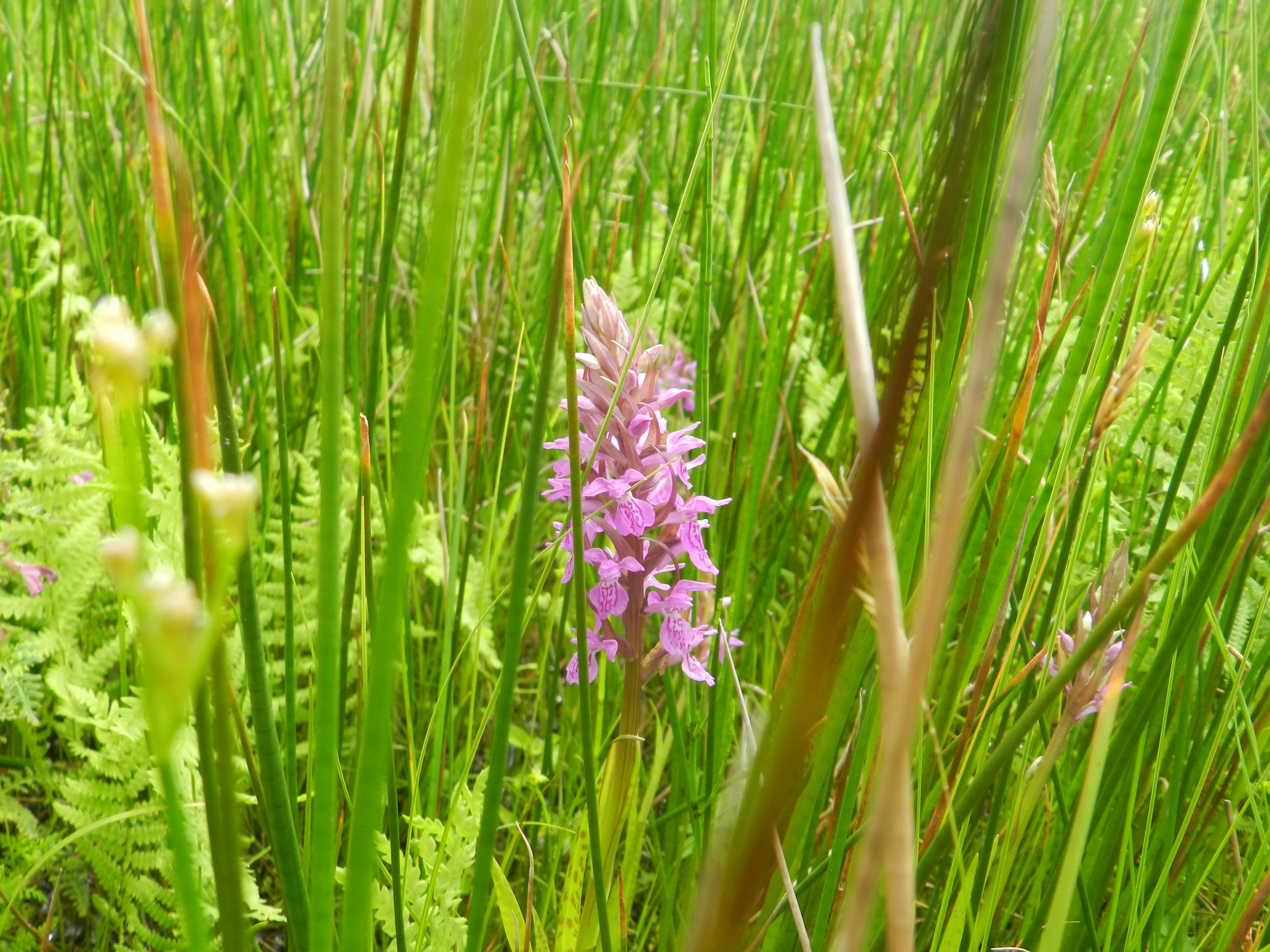
Rietorchis

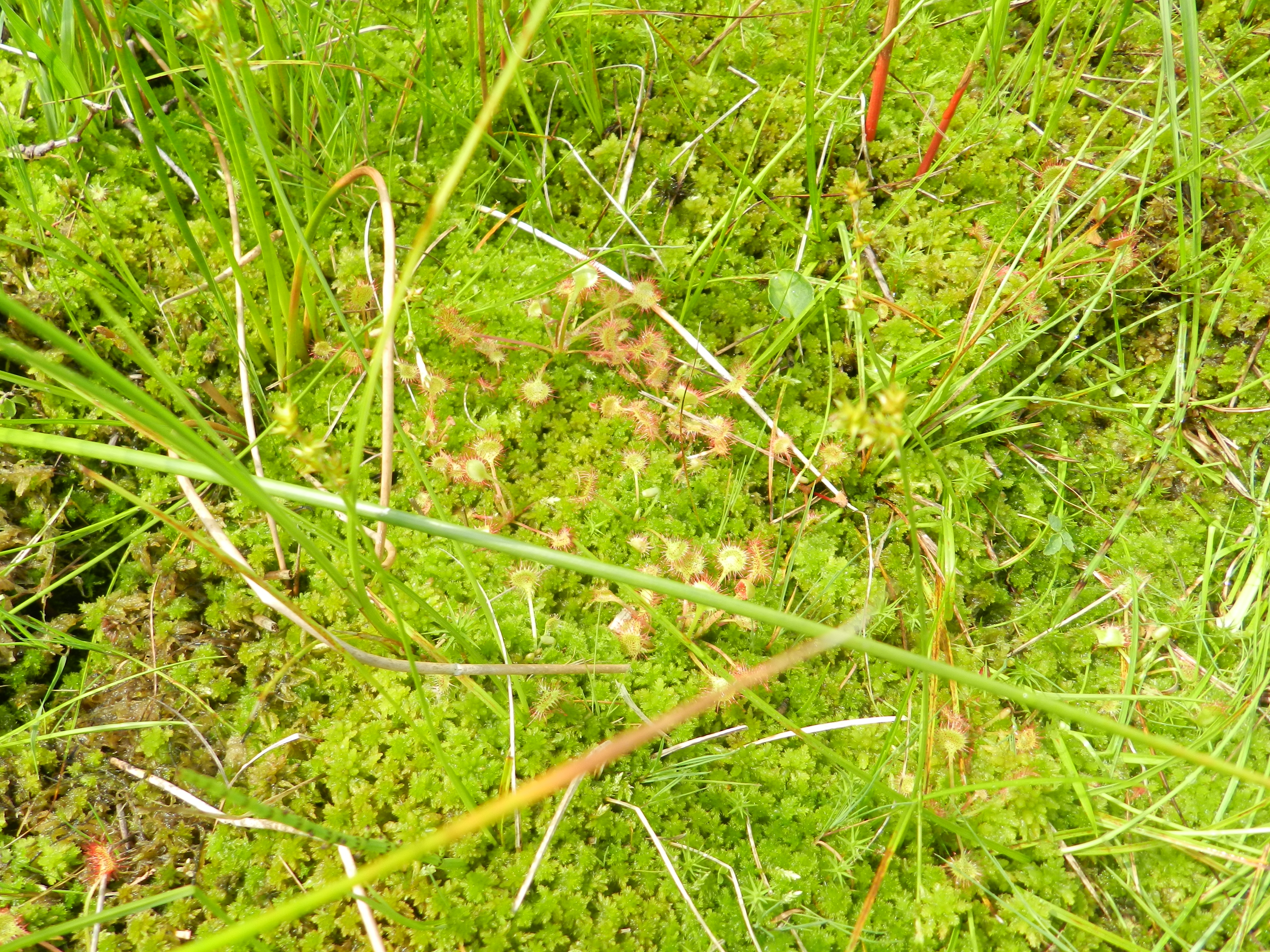
Ronde zonnedauw

Zeldzame soorten zoals de groenknolorchis, veenmosorchis, rietorchis, waterdrieblad, ronde zegge, draadzegge, klein blaasjeskruid, veenpluis, ronde zonnedauw en paddenrus worden hier aangetroffen. Ook bevatten de plassen een rijkdom aan sieralgen (Desmidiaceae). Zeldzame rietvogels zoals de woudaap en roerdomp broeden er regelmatig. Ook een van de laatste grote populaties van de grote karekiet broedt in dit gebied. Verder zijn er ook kolonies van de zwarte stern en de purperreiger te vinden. De noordse woelmuis, een muis die verder niet veel in Nederland voorkomt, is ook aanwezig in dit gebied. Enkele waargenomen insecten zijn de gevlekte witsnuitlibel en de gestreepte waterroofkever.